# Al límit (pel·lícula de 2020)
Al límit (títol original en rus; На острие, transcrit com a Na ostrie) és una pel·lícula dramàtica esportiva russa del 2020 dirigida per Eduard Bordukov. Tracta sobre l'enfrontament entre dues tiradores i és protagonitzada per Svetlana Khódtxenkova, Stàssia Miloslàvskaia, Serguei Púskepalis i Aleksei Barabaix. La pel·lícula es va estrenar als cinemes el 26 de novembre de 2020 a càrrec de Central Partnership. S'ha doblat i subtitulat al català.